# Артур Хейґейт Макмердо
Артур Хейґейт Макмердо (англ. Arthur Heygate Mackmurdo; 12 грудня 1851, Лондон, Велика Британія — 15 березня 1942, Вікхем Бішопс, Молдон, Ессекс) — архітектор-декоратор і художник англійського модерну.

## Життєпис
Народився в Лондоні. Навчався у архітектора Джеймса Брукса. В молоді роки зазнав значого впливу естетики Вільяма Блейка та ідей Крістофера Рена. В Оксфорді Макмердо відвідував лекції Джона Раскіна, що також вплинули на формування його особистості. Супроводжував Раскіна в подорожі до Італії, де вивчав і замальовував шедеври класичної архітектури Ренесансу. Після повернення з Італії, в 1875 році художник відкрив власну архітектурну майстерню.
У 1877 році став одним з активних учасників створення Товариства захисту пам'яток старовини, де зустрів Вільяма Морріса, з яким виявив спільність поглядів на мистецтво. Як і лідер руху «Мистецтв і ремесел», Макмердо бачив майбутнє в єднанні мистецтва і ремесла і вважав, що не повинно бути різниці між поняттями «художник» і «ремісник». Подібний підхід згодом втілився у мистецькій програмі англійського модерну і франко-бельгійського ар-нуво.
У 1882 році, спільно з художниками Гербертом Горном і Селвіном Іміджем, Макмердо організував студію «Гільдія століття», в якій художники виготовляли предмети декоративно-прикладного мистецтва і проектували елементи оформлення Інтер'єру: меблі, тканини, шпалери. Для пропаганди своїх ідей Гільдія видавала журнал «Коник» («Hobby Horse»), в якому Макмердо виступав редактором і художником-графіком. Друг Волтер Крейна, художник брав активну участь в роботі створеного ним «Товариства мистецтв і ремесел».
Найкраща і найбільш повна колекція творів Артура Макмердо знаходиться в Галереї Вільяма Морріса у Волтемстоу, якій художник заповів більшу частину своєї спадщини.

## Галерея

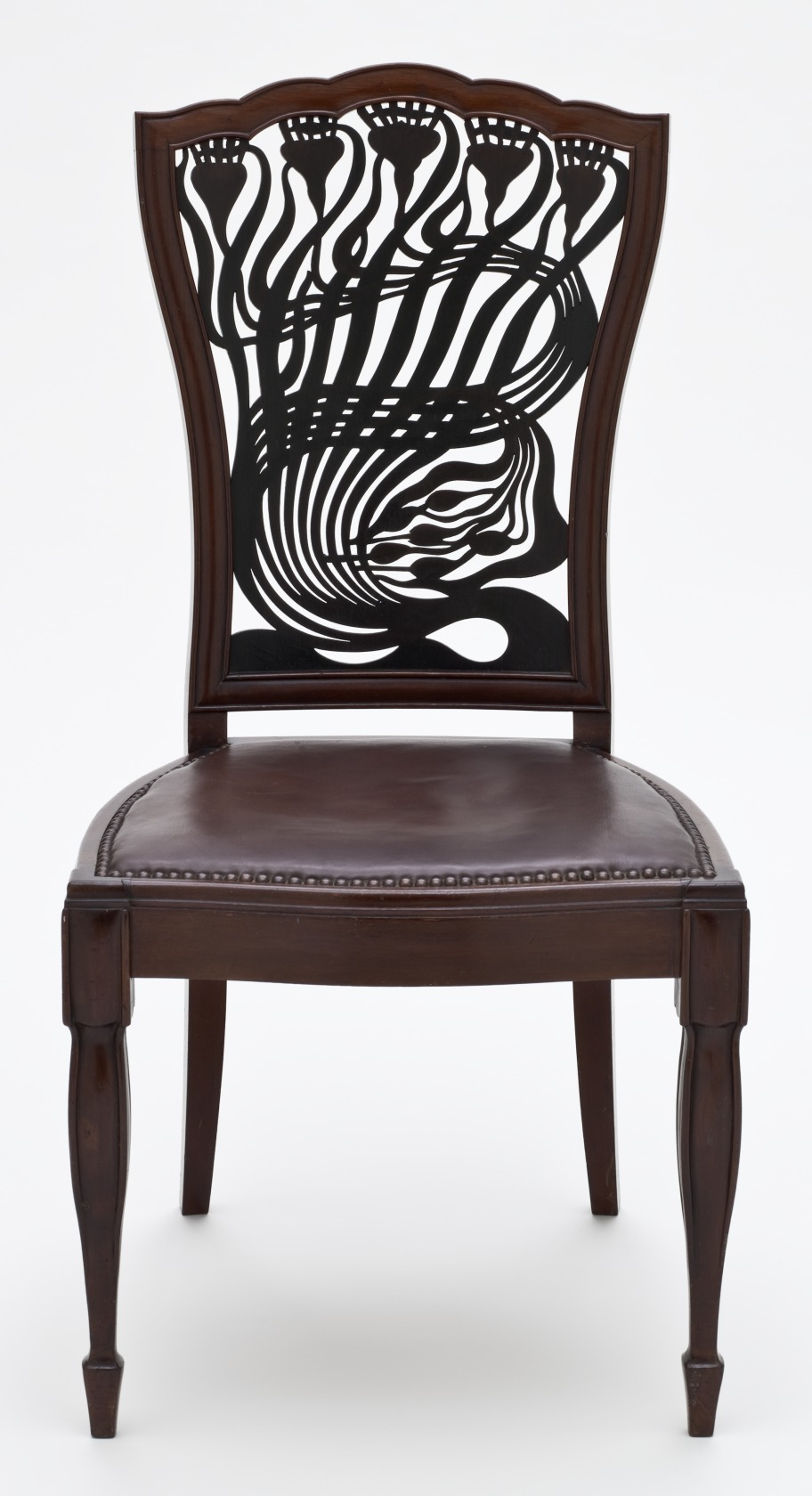
Стілець роботи А. Макмердо
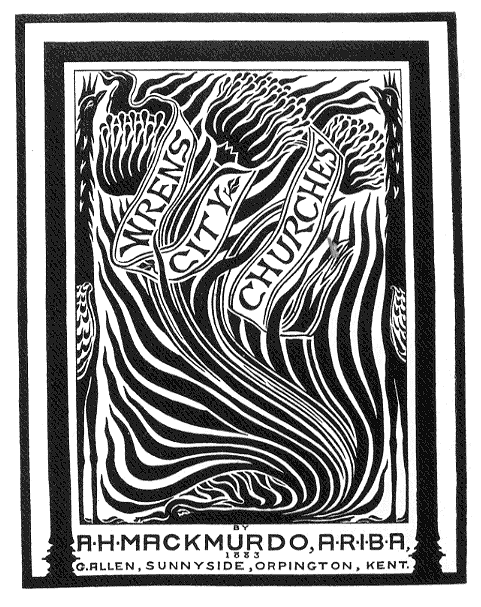
Обкладинка книги «Ренські міські церкви», 1883 роботи Макмердо
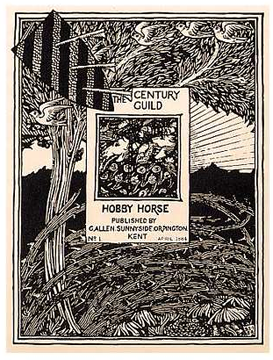
Обкладинка журналу «Hobby horse», 1884